# Kevin Robinzine
Kevin Bernard Robinzine (Fort Worth, 12 de abril de 1966) é um ex-velocista e campeão olímpico norte-americano.
Primeira conquista internacional foi nos Jogos Pan-Americanos de 1987, em Indianápolis, junto com Raymond Pierre, Roddie Haley e Mark Rowe, no revezamento 4x400 m. Nos Jogos Olímpicos de Seul 1988, conquistou a medalha de ouro integrando o 4x400 m com Butch Reynolds, Danny Everett e Steve Lewis, que igualou o recorde mundial da prova de 2:56.16, existente desde os Jogos da Cidade do México 1968.